# Sciangai

Sciangai est un portemanteau créé par le trio de designer italien De Pas, D'Urbino, Lomazzi (it) pour l'entreprise  d'ameublement Zanotta (it) qui le produit depuis 1974. 

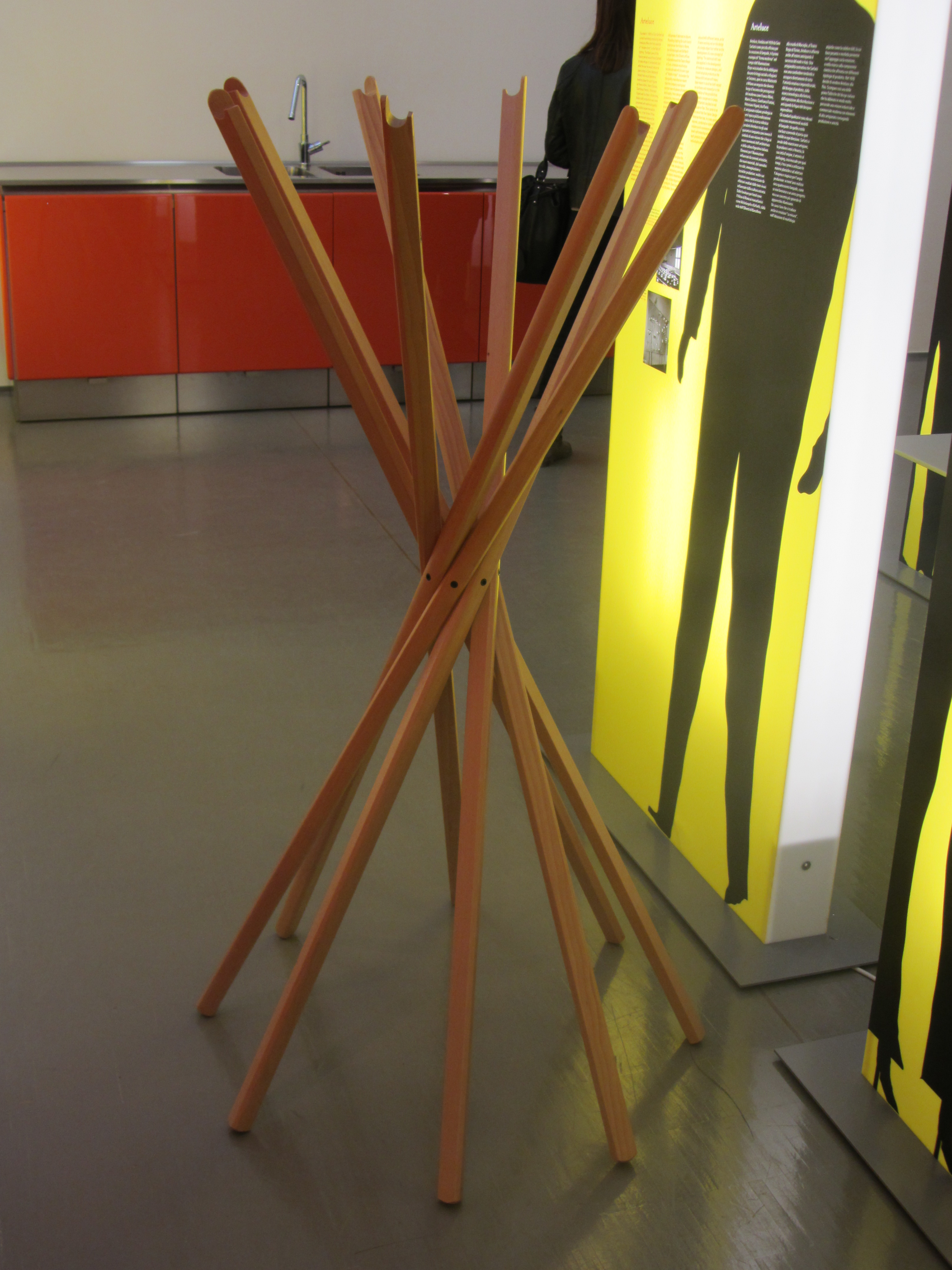
Le portemanteau Sciangai.

## Description
Dispositif léger, simple et mobile, il s'agit d'un portemanteau pliable qui une fois ouvert ressemble à un jeu de mikado géant : ses huit montants en bois naturel sont d'une hauteur de 145 cm, formant un diamètre de 65 cm. Sciangai se décline aussi en plusieurs versions : hêtre naturel ou teinté noir, rouvre blanchi ou teinté wengé.
Objet culte du design, il est conservé dans plusieurs musées tels le MoMA  de New York ou dans les collections du Triennale Design Museum. Il a notamment reçu le « Prix Compasso d'Oro » en 1979.